# Ferdinand Lassalle
Ferdinand Lassalle (Breslavia, 11 aprile 1825 – Carouge, 31 agosto 1864) è stato uno scrittore, politico e agitatore tedesco.

## Biografia
Lassalle era figlio di un commerciante ebreo. Di inclinazione democratica, passò poi al socialismo. Prese parte attiva nella rivoluzione del 1848-49 e conobbe Marx ed Engels, con i quali ebbe uno scambio epistolare fino al 1862. Inizialmente discepolo di Marx, ebbe poi forti divergenze su diverse questioni anche teoriche (come ad esempio sulla "legge bronzea del salario"). Nel 1863 fondò l'Associazione generale degli operai tedeschi: Marx condannò l'associazione che aveva obiettivi molto più moderati rispetto alle sue idee rivoluzionarie. L'ostilità di Marx verso Lassalle debordò anche sul piano personale, come dimostrano alcune lettere a Engels, in cui Lassalle è definito con gli epiteti antisemiti «Yid» «Willy Ephraim», «Lazzaro», «Ilzig» e «negro ebreo».

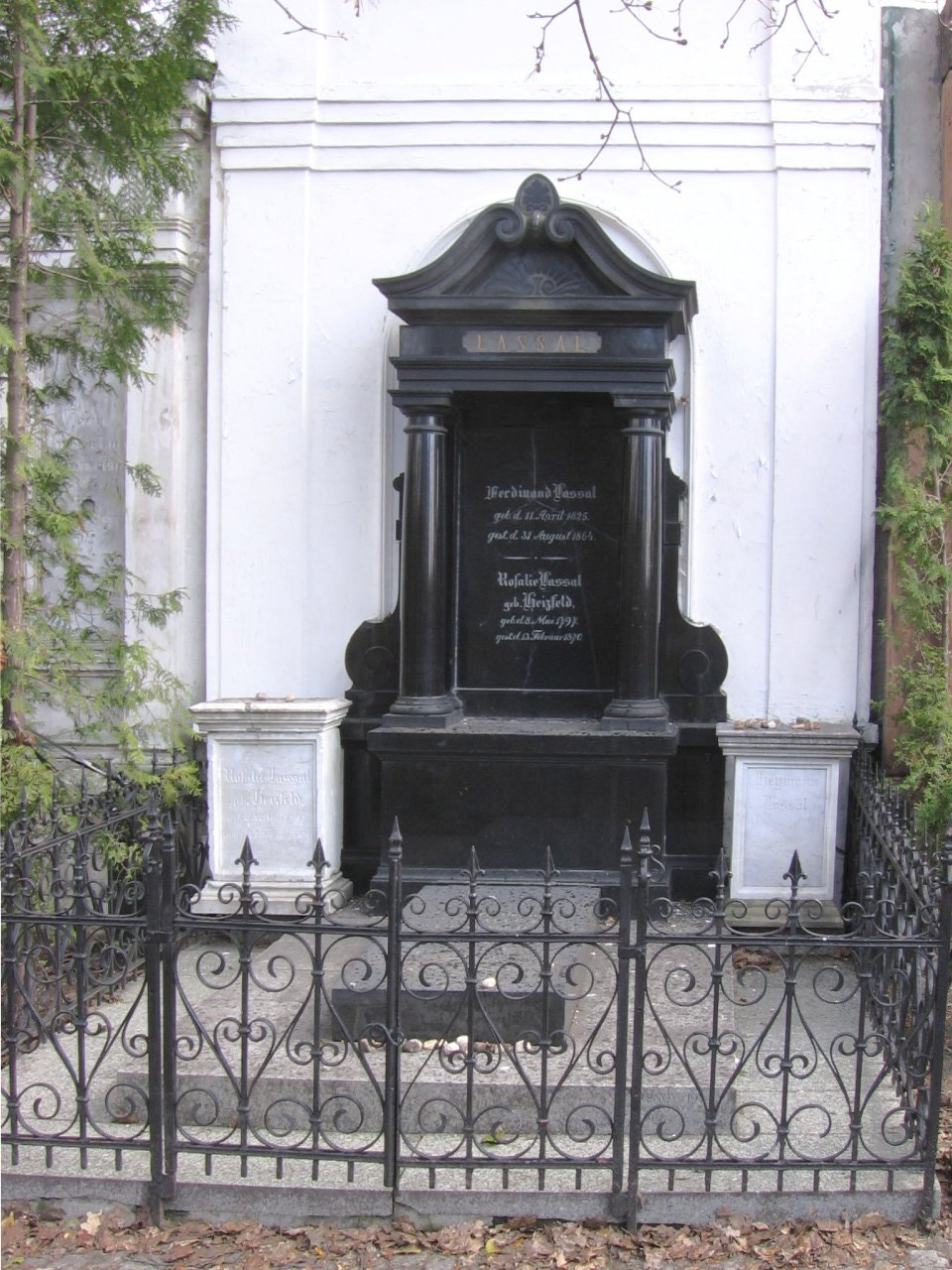
Tomba di Lassalle nel vecchio cimitero ebraico di Breslavia

A differenza di Marx, Lassalle era convinto che il miglioramento delle condizioni del proletariato potesse essere raggiunto attraverso il suffragio universale maschile, che avrebbe permesso alle classi sociali diseredate di prendere il controllo dello Stato borghese dal suo interno, senza la necessità di rovesciarlo con la rivoluzione. Intrattenne anche rapporti politici con Bismarck. Anche per questo legame Marx lanciò aspre invettive: Lassalle sosteneva la causa dell'unificazione della Germania e vedeva nel cancelliere Otto von Bismarck, per il quale nutriva una grandissima stima, l'uomo più adatto.
Ciò era in forte opposizione con le idee marxiane che condannavano l'adesione a qualunque istanza nazionalista, contraria alla causa del proletariato. Invece Lassalle inizialmente riuscì anche a raggiungere un accordo con il primo ministro cercando per l'appunto di ottenere in Prussia il suffragio universale, che lo stesso Bismarck vedeva comunque come strumento utile per indebolire la classe borghese liberale, nemica sia degli junker reazionari (almeno in questi primi anni di governo) sia dei socialdemocratici. Tuttavia l'accordo non si concretizzò anche per la scomparsa precoce di Lassalle, morto a trentanove anni in duello.
È sepolto nel vecchio cimitero ebraico di Breslavia.